# Khnichet
Khnichet  (in arabo الخنيشات‎?) è un centro abitato e comune rurale del Marocco situato nella provincia di Sidi Kacem, regione di Rabat-Salé-Kénitra. Conta una popolazione di 23 707 abitanti (censimento 2014).